# Horace (Kansas)
Horace é uma cidade localizada no estado americano de Kansas, no Condado de Greeley.

## Demografia
Segundo o censo americano de 2000, a sua população era de 143 habitantes.
Em 2006, foi estimada uma população de 127, um decréscimo de 16 (-11.2%).

## Geografia
De acordo com o United States Census Bureau tem uma área de
0,6 km², dos quais 0,6 km² cobertos por terra e 0,0 km² cobertos por água. Horace localiza-se a aproximadamente 628 m acima do nível do mar.

## Localidades na vizinhança
O diagrama seguinte representa as localidades num raio de 48 km ao redor de Horace.